# Stephanuskirche (Berlin-Gesundbrunnen)

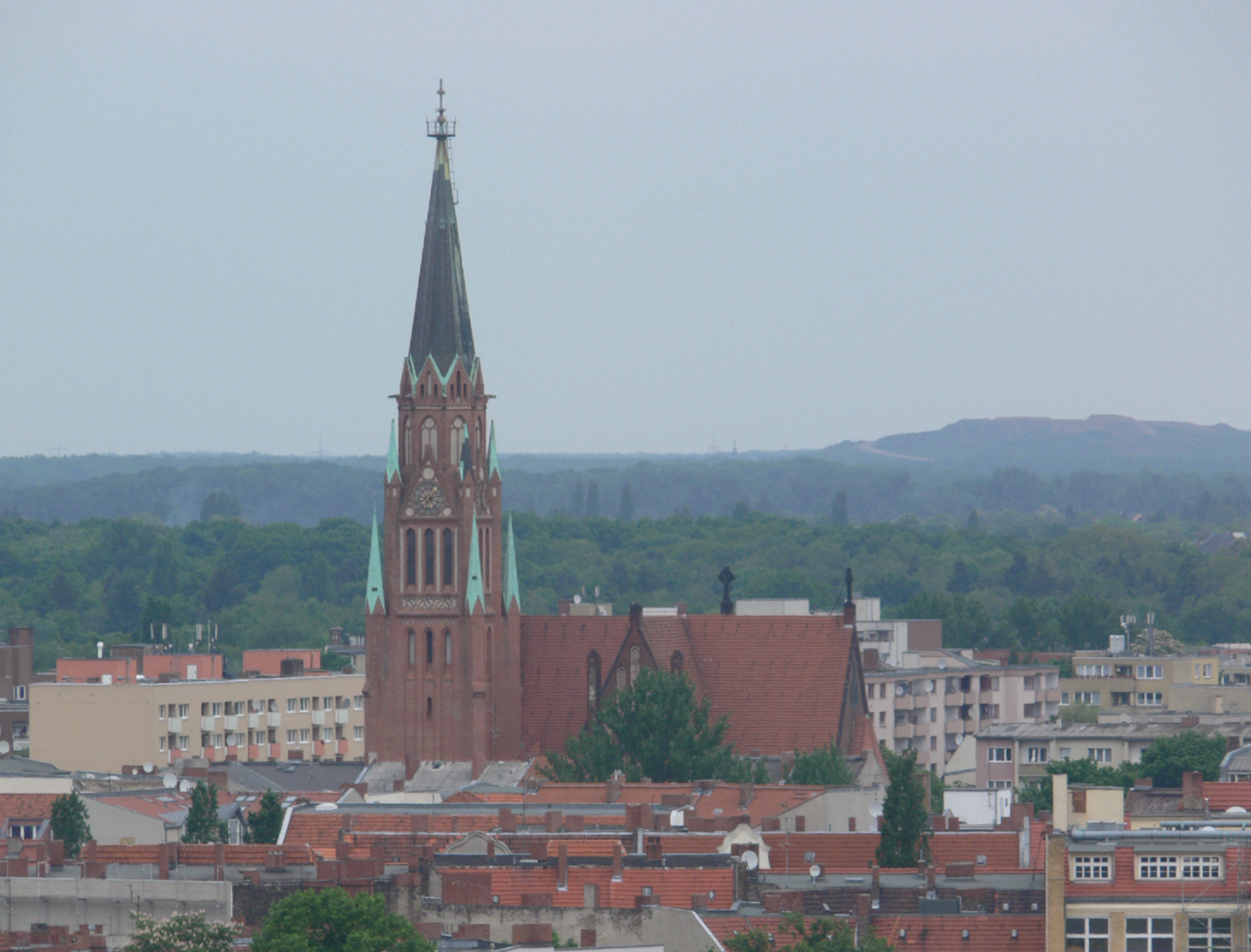
Stephanuskirche, von der Humboldthöhe aus gesehen, 2008

Die Stephanuskirche ist eine evangelische Kirche im Berliner Ortsteil Gesundbrunnen des Bezirks Mitte (ehemals: Bezirk Wedding), die von 1902 bis 1904 errichtet wurde. Sie trägt ihren Namen nach dem Diakon und Erzmärtyrer Stephanus.

## Lage

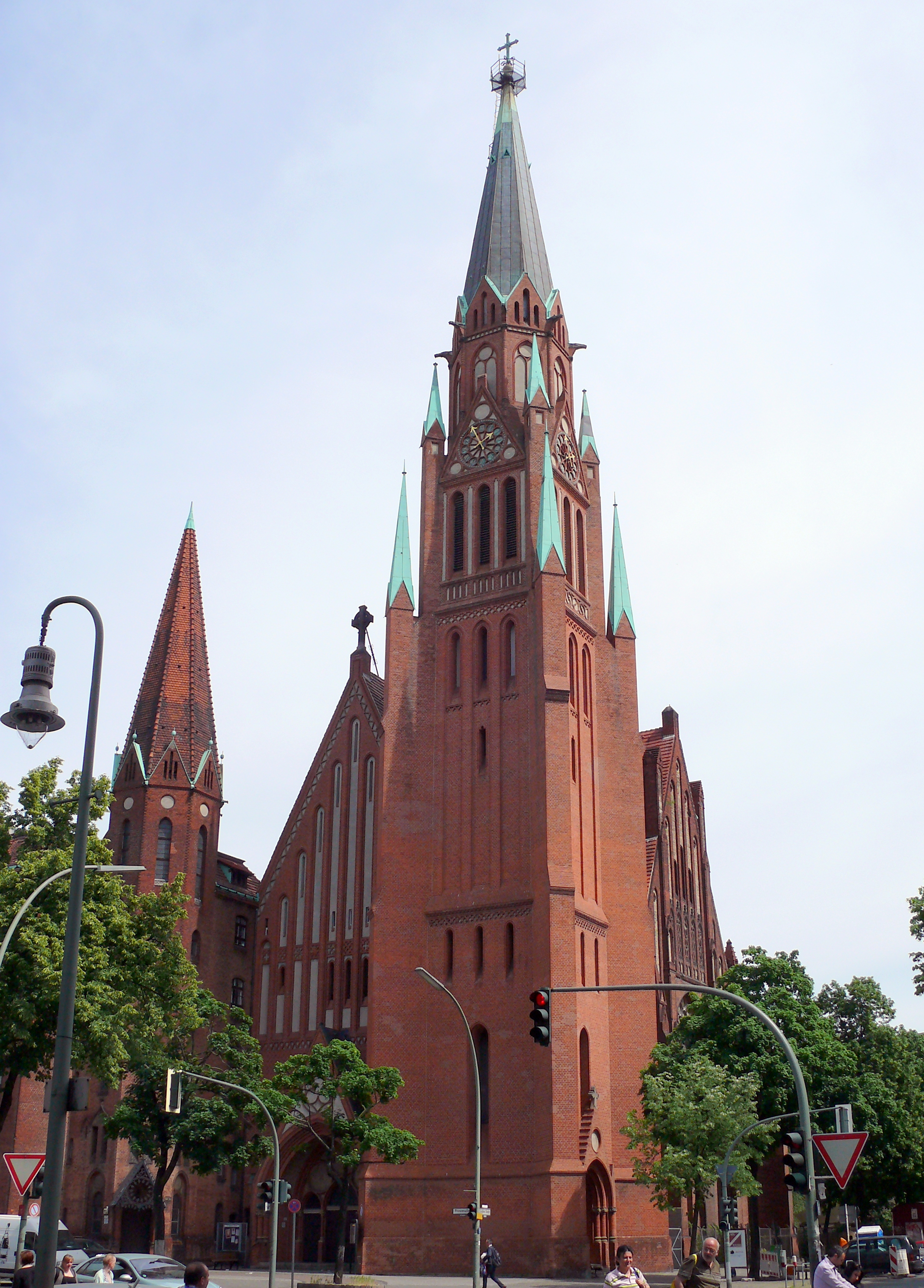
Stephanuskirche, 2012

Die Kirche steht im sogenannten Soldiner Kiez auf dem Eckgrundstück Prinzenallee 39/40 / Soldiner Straße.

## Geschichte
Die Stephanus-Kirchengemeinde war eine Tochtergründung der an der Kreuzung Pankstraße / Badstraße gelegenen St.-Pauls-Kirche. Da um 1890 die Bevölkerungszahl des Gesundbrunnens auf 33.000 angewachsen war, hielt der Gemeindekirchenrat den Bau einer zweiten Kirche für dringend geboten. Deshalb setzte sich der damalige Pfarrer Wilhelm Neveling bereits 1891 mit Ernst von Mirbach, dem Oberhofmeister der Kaiserin Auguste Viktoria und Mitinitiator des Evangelischen Kirchenbauvereins, in Verbindung. Er hoffte, durch dessen Vermittlung eine bei der bevorstehenden Verlegung der Trasse der Berlin-Stettiner Eisenbahn frei werdende Parzelle am Schnittpunkt der Grüntaler und der Christianastraße (heute: Osloer Straße) als Bauplatz zu gewinnen. Nachdem zunächst alles nach Wunsch verlief, stellten sich im Weiteren jedoch Schwierigkeiten von Seiten der Kirchenleitung ein, sodass erst am 19. Juli 1899 das jetzige Grundstück erworben werden konnte.
Am 31. Oktober 1902 erfolgte die Grundsteinlegung. Der Entwurf stammte von dem Architekten und preußischen Baubeamten Adolf Bürckner (1846–1932), der als ehemaliger Mitarbeiter der Kirchenbau-Abteilung im preußischen Kultusministerium als Architekt von Sakralbauten anerkannt war. Am 4. Dezember 1904 konnte die Kirche in Anwesenheit Kaiser Wilhelms II. durch Generalsuperintendent Wilhelm Faber eingeweiht werden. Die Altarbibel war eine Stiftung der Kaiserin Auguste Viktoria mit eigenhändiger Widmung. Die Abtrennung von St. Paul und somit gemeindliche Selbstständigkeit erfolgte allerdings erst zum 1. Oktober 1905.
In den Jahren 1927 und 1937 konnten erhebliche Mittel für Sanierungsmaßnahmen aufgebracht werden. So wurde 1937 der gesamte Turm eingerüstet und instand gesetzt. Deshalb zeigten sich die Gebäude zu Beginn des Zweiten Weltkriegs in sehr gutem Zustand.
Die ersten Kriegsschäden traten 1943 auf, als in der Nacht vom 22. zum 23. September bei einem alliierten Luftangriff Bomben auf der Prinzenallee detonierten und durch den Luftdruck Dachziegel abgehoben wurden und Fenster im Gemeindehaus zu Bruch gingen. Beim Ende der Kampfhandlungen 1945 waren fast alle Dachziegel sowie sämtliche bleiverglasten Fenster – darunter das Mittelfenster des Altarraums mit dem farbenprächtigen Bild der Steinigung des Stephanus – völlig zerstört. Ansonsten hatte die Kirche den Zweiten Weltkrieg verhältnismäßig gut überstanden und wurde bis 1958 instand gesetzt.
Im Jahr 1958 wurde auf dem angrenzenden Grundstück Soldiner Straße 21 durch den Architekten Lichtfuß eine Kindertagesstätte mit Jugendheim errichtet.
Im Jahr 2004 wurde der gemeinsame Gemeindekirchenrat der drei Gemeinden Stephanus, St. Paul und Martin-Luther Pankow-West (bis zum Mauerbau 1961 Teil des Kirchenkreises Pankow) gewählt, wobei noch jede Gemeinde einen eigenen Stimmbezirk bildete. Das erklärte Ziel war jedoch, in dieser Wahlperiode zu einer Fusion zu kommen. Am Pfingstsonntag, den 27. Mai 2007 bildete sich sodann in einem Festgottesdienst in der Stephanuskirche die neue Kirchengemeinde an der Panke mit den drei Standorten St. Paul, Stephanus und Martin-Luther. Dies wurde nach dem Kirchengesetz zum 1. Juni 2007 rechtskräftig. Somit ist die Stephanusgemeinde wieder mit ihrer einstigen Muttergemeinde vereinigt. Der Verein Christliche Werte Leben hat die Stephanuskirche inzwischen als Mieter übernommen.
Nach Angaben des Kirchbauverein Stephanus soll ab 2025 eine dringend erforderliche Dachsanierung beginnen, für welche der Bund, die Stadt Berlin, das Denkmalschutzamt, Kirchenkreis und andere Institutionen Fördermittel zugesagt haben.

## Baubeschreibung

### Äußeres
Es handelt sich um einen neugotischen Backsteinbau in leicht malerischer, asymmetrischer Gruppierung.
Ihr nicht axialer, an die Straßenecke gesetzter Turm hat eine Höhe von fast 80 m und beherrscht weithin das Stadtbild. Er weist zunächst einen quadratischen Grundriss auf und ist von mächtigen Strebepfeilern umgeben. Dreiecksgiebel vermitteln sodann zum Achteckgeschoss, auf dem der steile, kupfergedeckte Turmhelm sitzt. Das aufsitzende drei Meter hohe Kreuz wurde 1927 vergoldet und hat im Zweiten Weltkrieg keinerlei Schaden genommen – ebenso die drei Glocken. Sie mussten zwar bei der Metallsammelstelle abgegeben werden, wurden aber nicht eingeschmolzen, da es sich lediglich um Stahlglocken handelt.
In der Glockenstube mit quadratischem Grundriss (5 m Seitenlängen) befand sich das Geläut, das beim Bochumer Verein gegossen worden war. Eine Inventarliste der Gießerei enthält folgende Angaben: das Ensemble aus Glocken mit Klöppel, Lager, Achsen und Läutehebel kostete in der Herstellung 5913 Mark (kaufkraftbereinigt in heutiger Währung: rund 48.000 Euro).
| Größe    | Schlagton | Gewicht (kg) | unterer Durchmesser (mm) | Höhe (mm) | Inschrift |
| -------- | --------- | ------------ | ------------------------ | --------- | --------- |
| größte   | h         | 2163         | 1773                     | 1565      | unbekannt |
| mittlere | d         | 1392         | 1490                     | 1315      | unbekannt |
| kleinste | fis       | 0828         | 1260                     | 1120      | unbekannt |

Von außen wirkt die Stephanuskirche durch große Giebelfronten und die hohen, sich kreuzenden Dächer wie eine kreuzförmige Anlage. Die reich geschmückten Straßenfronten sind nach Vorbildern der märkischen Backsteingotik gestaltet und durch Maßwerkfenster, Blendfriese und lange, weiß abgesetzte Blendfelder lebhaft gegliedert.
Links neben dem – von einem Wimperg bekrönten – Hauptportal gibt ein polygonales Treppentürmchen als Gegengewicht zum mächtigen Hauptturm. Es leitet zum viergeschossigen, klosterartig wirkenden Gemeindehaus über, das sich in der Häuserflucht der Prinzenallee anschließt. Dieses achteckige Treppenhaus erschließt die Orgelempore und drei Gemeindesäle.

### Inneres

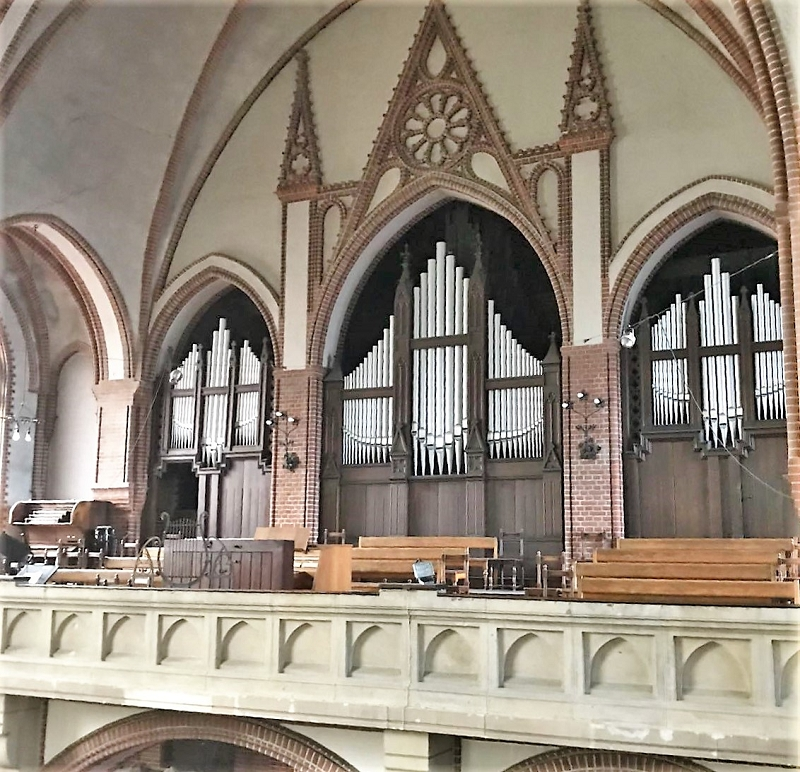
Orgel

Die Kirche birgt 1000 Sitzplätze, davon 700 im Kirchenschiff und 300 auf den Emporen. Der Raum ist mit zahlreichen Bildern geschmückt, die Bezug auf die theologischen Grundlagen der evangelischen Kirche nehmen. Das Innere ist als Zentralbau ausgefügt, da die nach außen angedeuteten Kreuzarme in Wahrheit sehr kurz sind. An dieses zentralisierte Schiff schließt sich ein polygonaler Chor an.
Die architektonischen Gliederungen aus Backstein wechseln mit weiß verputzten Wandflächen sowie floral ausgebildeten Kapitellen und Brüstungen aus Sandstein ab. Die Kapitelle über den sechs Säulen des Zentralraumes tragen lebensgroße Statuen von Männern, die in ihrer Zeit wie Stephanus Glaubenszeugen waren. Sie sind von turmartig gestaffelten Aufbauten hinterfangen. An den östlichen Wandpfeilern stehen bei der Kanzel Petrus und beim Taufstein Paulus. An der Straßenseite sind Bonifatius und Martin Luther zu sehen, gegenüber auf der Hofseite Jan Hus und Friedrich Schleiermacher. Sie alle wurden vom Bildhauer Edmund Wende geschaffen. Bei einem alliierten Luftangriff war der Kopf der Petrusfigur herabgestürzt, blieb jedoch soweit erhalten, dass er 1958 wieder aufgesetzt werden konnte. Bei diesen Instandsetzungsarbeiten wurde die farbige Ausmalung des Gewölbes übertüncht.
Die neugotische Ausstattung wurde von Bewohnern des Gesundbrunnens gestiftet und ist fast völlig erhalten geblieben. Altar, Taufstein und Kanzel gehen auf den Entwurf Adolf Bürkners zurück und waren im Zweiten Weltkrieg nur wenig beschädigt worden. Die Christusfigur, die im Chor auf dem Altar vor einer neugotischen Bogennische steht, ist mit ihren einladend ausgebreiteten Händen dem Segnenden Christus von Bertel Thorwaldsen in der Kopenhagener Frauenkirche nachgebildet. Die bemalten Blendfelder unter den Chorfenstern zeigten bedeutende Theologen und Reformatoren. Es waren unter dem linken Fenster drei Märtyrer der Kirche: Bischof Ignatius von Antiochien, Petrus Waldus und Ulrich Zwingli. Unter dem mittleren Fenster drei Fürsten, die sich als Beschützer Glaubensverfolgter erwiesen: der Große Kurfürst, Gustav Adolf und Friedrich Wilhelm I. Unter dem rechten Fenster drei Männer aus der Liebestätigkeit der Kirche: August Hermann Francke, Theodor Fliedner und Johann Hinrich Wichern. Aufgrund der zerstörten Verglasung durch die Kriegseinwirkungen hatten die Bilder unter den Witterungseinflüssen sehr gelitten. Deshalb wurden sie bei den Instandsetzungsarbeiten gegen den Willen der Gemeinde einfach übertüncht. Aber im Sommer 1968 begann eine Geldsammlung, durch die das mittlere Bild, das Gustav Adolf zeigt, wiederhergestellt werden konnte. Im Jahr 2004 konnten auch die Darstellungen Petrus Waldus und Theodor Fliedners restauriert werden. Ebenfalls durch eine Sammelaktion sollte 1964 im Mittelfenster des Chores das Glasbild der Steinigung des Stephanus wiederhergestellt werden. Obwohl die Spendenbereitschaft groß war, reichte die summe nicht, um eine originalgetreue Kopie herstellen zu lassen. So zieren einfachere Bleiverglasungen die Fenster.
Die Epoche der Purifizierungen überdauerte unter anderem der hundertflammige bronzene Kronleuchter mit einem Durchmesser von acht Metern. Er wiegt mehr als 30 Zentner und ist an einem doppelt gesicherten Flaschenzug aufgehängt. Er entstand in der Werkstatt Wilmersdorfer Kunstschlossers Paul GoldeG nach dem Vorbild mittelalterlicher Radleuchter. Es handelt sich vermutlich um den größten erhaltenen Rundleuchter in Deutschland.
Auch die ursprüngliche Orgel ist erhalten – die einzige in Berlin aus dem Anfang des 20. Jahrhunderts. Sie ist das Opus 681 der Firma Schlag & Söhne aus Schweidnitz in Schlesien und war bereits vor dem Einbau in die Kirche auf der Ausstellung für Handwerk und Kunstgewerbe in Breslau gezeigt worden. Obwohl in den 1960er Jahren Sachverständige eine damals übliche Umdisponierung vorgeschlagen hatten, blieb die Stephanusorgel durch das Einwirken Karl Schukes  in der ursprünglichen romantischen Disposition klanglich völlig erhalten. 1971 wurde durch die Firma Schuke lediglich die Elektrifizierung der Traktur vorgenommen und ein neuer Spieltisch aufgestellt.
Alles in allem kommt das heutige Raumerlebnis – von den Übermalungen und dem Fehlen der ursprünglichen Bleiverglasungen abgesehen – dem originalen Zustand sehr nahe.